# Notturno op. 27 n. 2 (Chopin)
Il Notturno op. 27 n. 2 in Re bemolle maggiore è una composizione per pianoforte di Fryderyk Chopin, datata fra il 1834 e il 1835.

## Storia
Il musicista terminò questo Notturno certamente entro il mese di giugno 1835 e lo inviò per un'eventuale pubblicazione all'editore Breitkopf & Härtel di Lipsia il 30 dello stesso mese.. Il brano è contemporaneo dell'op. 27 n. 1, a cui è legato anche dalla tonalità di Re bemolle maggiore che è enarmonica del Do diesis maggiore che caratterizza le ultime battute del Notturno precedente.
Chopin suonava spesso questo suo brano e certamente lo eseguì in pubblico a Parigi alla Salle Pleyel il 21 febbraio 1842. Il Notturno ebbe molto successo fra il pubblico e anche per la critica, fu infatti giudicato "di una freschezza incantevole" su un'autorevole rivista musicale Il notturno, come il precedente, è dedicato alla contessa Maria Teresa d'Appony.

## Analisi

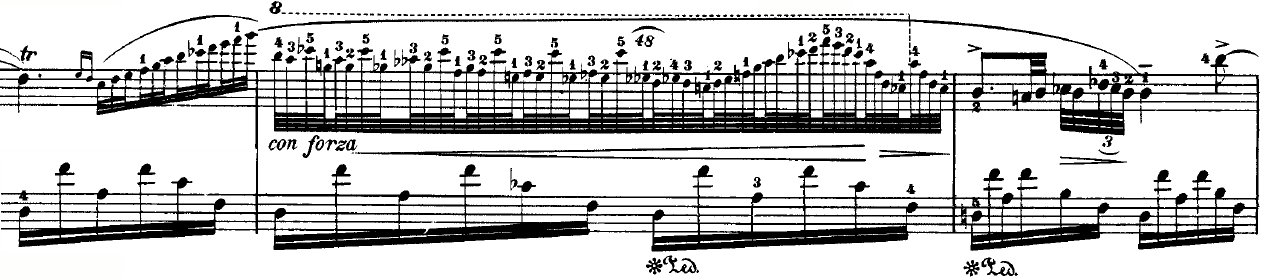
Ornamentazioni del Notturno in Re bemolle maggiore

Organizzato in tre parti, non segue la consueta struttura A-B-A, bensì si basa sulla riproposizione del tema iniziale che genera nuovi episodi di tipo improvvisativo, per lo più a note doppie in terza, sesta od ottava. Il brano inizia con il solo accompagnamento per la prima battuta, quindi viene introdotto il tema che è in verità molto semplice, cantabile e che porta subito in un'atmosfera di sogno e di intima serenità. La costruzione è analoga a quella del Notturno op. 9 n. 2 con un'unica melodia che genera incessantemente se stessa, come in un continuo processo di autogemmazione. Per ravvivarla, Chopin escogita tutta la gamma delle ornamentazioni più raffinate: scalette di congiungimento da una nota all'altra, arpeggi discendenti e ascendenti, complesse fioriture quali piccoli trilli, mordenti, acciaccature, gruppetti, discese di quarte e quinte spezzate, appoggiature inferiori e superiori.  La composizione termina con una lunga Coda, di sedici battute, che è una fra le più significative e raffinate di tutta la serie dei Notturni; il brano esaurisce, con una scala diatonica ascendente, la sua ricca e incantevole melodia in un soffio lieve.